# 23549 Epicles
23549 Epicles (mã hiệu tạm thời: 1994 ES6) là một thiên thể Troia của Sao Mộc, trong nhóm Troia, và là một hành tinh vi hình. Nó được phát hiện bởi Eric Walter Elst ở Caussols, Alpes-Maritimes, Pháp, ngày 9 tháng 3 năm 1994. Nó được đặt theo tên Epicles, một nhân vật thần thoại chiến đấu cho thành Troia trong chiến tranh thành Troia, và đã bị giết bởi Ajax.